# Liste des circonscriptions électorales du Berkshire

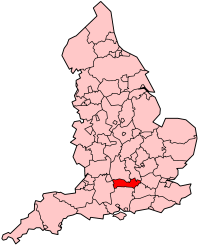
Le comté de Berkshire par rapport à l'Angleterre.

Le comté cérémoniel du Berkshire, (qui est entièrement constitué d'autorité unitaire – Bracknell Forest, Reading, Slough, West Berkshire, Windsor and Maidenhead et Wokingham) est divisé en huit circonscriptions parlementaires : deux circonscriptions de Borough (borough constituencies), et six circonscriptions de comté (county constituencies).

## Liste des circonscriptions
Dans le tableau suivant, la colonne « Majorité » indique l'avance en voix du candidat élu (dont le nom figure dans la colonne « Membre du Parlement ») sur son concurrent le plus proche (dont le nom figure dans la colonne « Opposition ») lors des dernières élections générales, celles de 2019.
(part) signifie que seule une partie d'une paroisse est située dans la circonscription.
Le 3 septembre 2019, le MP de Bracknell, Phillip Lee, s'est joint aux libéraux démocrates. Plus tard dans la journée, le MP de Newbury, Richard Benyon, a perdu le whip du parti conservateur après s'être rebellé contre le gouvernement. Il siège maintenant en tant qu'indépendant.
| Nom             | Électeurs | Majorité | Membre du Parlement | Membre du Parlement                       | Opposition | Opposition       | Circonscriptions parlementaires, | Carte |
| --------------- | --------- | -------- | ------------------- | ----------------------------------------- | ---------- | ---------------- | --- | --- |
| Bracknell CC    | 78,978    | 19,829   | C                   | James Sunderland                          | T          | Paul Bidwell     | Bracknell Forest Borough Council : Bullbrook, Central Sandhurst, College Town, Crown Wood, Crowthorne, Great Hollands North, Great Hollands South, Hanworth, Harmans Water, Little Sandhurst and Wellington, Old Bracknell, Owlsmoor, Priestwood and Garth, Wildridings and Central. Wokingham Borough Council : Finchampstead North, Finchampstead South, Wokingham Without.                                          | Circonscription située dans le sud du comté.                                                                                      |
| Maidenhead CC   | 76,668    | 18,846   | C                   | Theresa May (Premier Ministre: 2016-2019) | LD         | Joshua Reynolds  | Windsor and Maidenhead Royal Borough Council : Belmont, Bisham and Cookham, Boyn Hill, Bray, Cox Green, Furze Platt, Hurley and Walthams, Maidenhead Riverside, Oldfield and Pinkneys Green. Wokingham Borough Council : Charvil, Coronation, Hurst, Remenham, Wargrave and Ruscombe, Sonning, Twyford. | Circonscription de taille moyenne située dans le sud-est du comté.                                                                |
| Newbury CC      | 83,414    | 16,047   | C                   | Laura Farris                              | LD         | Lee Dillon       | West Berkshire District Council : Aldermaston, Basildon, Bucklebury, Chieveley, Clay Hill, Cold Ash, Compton, Downlands, Falkland, Greenham, Hungerford, Kintbury, Lambourn Valley, Northcroft, St Johns, Speen, Thatcham Central, Thatcham North, Thatcham South and Crookham, Thatcham West, Victoria. | circonscription de taille moyenne, située au centre du comté. Il est entièrement délimité par d'autres circonscriptions du comté. |
| Reading East BC | 77,152    | 5,924    | T                   | Matt Rodda                                | C          | Craig Morley     | Reading Borough Council : Abbey, Caversham, Church, Katesgrove, Mapledurham, Park, Peppard, Redlands, Thames. Wokingham Borough Council : Bulmershe and Whitegates, Loddon, South Lake. | circonscription située dans le sud-est du comté.                                                                                  |
| Reading West CC | 74,137    | 4,117    | C                   | Alok Sharma                               | T          | Rachel Eden      | Reading Borough Council : Battle, Kentwood, Minster, Norcot, Southcote, Tilehurst, Whitley. West Berkshire District Council : Birch Copse, Calcot, Pangbourne, Purley on Thames, Theale, Westwood. | A small constituency, located in the centre of the county, to the east of two other small constituencies.                         |
| Slough BC       | 86,818    | 13,640   | T                   | Tanmanjeet Singh Dhesi                    | C          | Kanwal Toor Gill | Slough Borough Council : Baylis and Stoke, Britwell, Central, Chalvey, Cippenham Green, Cippenham Meadows, Farnham, Foxborough, Haymill, Kedermister, Langley St Mary’s, Upton, Wexham Lea. | Circonscription située au centre du comté, au sud de deux autres circonscriptions.                                                |
| Windsor CC      | 75,038    | 20,079   | C                   | Adam Afriyie                              | LD         | Julian Tisi      | Bracknell Forest Borough Council : Ascot, Binfield with Warfield, Warfield Harvest Ride, Winkfield and Cranbourne. Slough Borough Council : Colnbrook with Poyle. Windsor and Maidenhead Royal Borough Council : Ascot and Cheapside, Castle Without, Clewer East, Clewer North, Clewer South, Datchet, Eton and Castle, Eton Wick, Horton and Wraysbury, Old Windsor, Park, Sunningdale, Sunninghill and South Ascot. | petite circonscription située au centre du comté, à l'ouest de deux circonscriptions de taille similaire.                         |
| Wokingham CC    | 83,953    | 7,383    | C                   | John Redwood                              | LD         | Dr Phillip Lee   | West Berkshire District Council : Burghfield, Mortimer, Sulhamstead. Wokingham Borough Council : Arborfield, Barkham, Emmbrook, Evendons, Hawkedon, Hillside, Maiden Erlegh, Norreys, Shinfield North, Shinfield South, Swallowfield, Wescott, Winnersh. | petite circonscription située au centre du comté, à l'ouest de deux circonscriptions de taille similaire.                         |

## Changements pour l'élection de 2010
Les propositions actuelles de la commission conserveraient ces 8 circonscriptions, avec des changements pour réaligner les limites des circonscriptions avec les limites des quartiers actuels de l'administration locale et pour réduire la disparité entre les circonscriptions parlementaires. Ces modifications prendront effet aux Élections générales de 2010.
| Circonscription    | Pre-2010 Limites | Post-2010 Limites |
| ------------------ | ---------------- | ----------------- |
| 1. Bracknell CC    |                  |                   |
| 2. Maidenhead CC   |                  |                   |
| 3. Newbury CC      |                  |                   |
| 4. Reading East BC |                  |                   |
| 5. Reading West CC |                  |                   |
| 6. Slough BC       |                  |                   |
| 7. Windsor CC      |                  |                   |
| 8. Wokingham CC    |                  |                   |

## Résultats

1983
1987
1992
1997
2001
2005
2010
2015
2017
2019

### Total des votes par parti
Nombre total des voix exprimées pour chaque parti politique qui avaient présenté des candidats dans le Berkshire à l'élection générale de 2017 était la suivante:
| Parti                      | Votes   | Votes% | Siège |
| -------------------------- | ------- | ------ | ----- |
| Conservateur               | 242,350 | 54.0   | 6     |
| Travailliste               | 74,613  | 32.9   | 2     |
| Libéral Démocrates         | 46,418  | 10.3   | -     |
| Greens                     | 7,309   | 1.6    | -     |
| UKIP                       | 3,620   | 0.8    | -     |
| Indépendants               | 1,210   | 0.2    | -     |
| Apolitical Democrats       | 304     | 0.1    | -     |
| Gremloids                  | 249     | 0.1    | -     |
| Monster Raving Loony       | 119     | 0.0    | -     |
| Christian Peoples Alliance | 69      | 0.0    | -     |
| The Just Political Party   | 52      | 0.0    | -     |
| Give Me Back My Elmo       | 3       | 0.0    | -     |
| Total                      | 449,628 | 100.0  | 8     |

## Représentation historique par parti

### 1885 à 1950
| Circonscription | 1885               | 1886               | 90          | 1892        | 1895        | 98          | 1900        | 01          | 04          | 1906       | Jan 1910    | Dec 1910    | 13          | 16          | 1918        | 21          | 22         | 1922       | 1923       | 1924       | 1929       | 1931       | 1935       | 42             | 1945           |
| --------------- | ------------------ | ------------------ | ----------- | ----------- | ----------- | ----------- | ----------- | ----------- | ----------- | ---------- | ----------- | ----------- | ----------- | ----------- | ----------- | ----------- | ---------- | ---------- | ---------- | ---------- | ---------- | ---------- | ---------- | -------------- | -------------- |
| Abingdon        | Wroughton          | Wroughton          | Wroughton   | Wroughton   | A. K. Loyd  | A. K. Loyd  | A. K. Loyd  | A. K. Loyd  | A. K. Loyd  | Strauss    | Henderson   | Henderson   | Henderson   | A. K. Loyd  | Wigan       | A. T. Loyd  | A. T. Loyd | A. T. Loyd | Lessing    | Glyn       | Glyn       | Glyn       | Glyn       | Glyn           | Glyn           |
| Newbury         | W. G. Mount        | W. G. Mount        | W. G. Mount | W. G. Mount | W. G. Mount | W. G. Mount | W. A. Mount | W. A. Mount | W. A. Mount | Mackarness | W. A. Mount | W. A. Mount | W. A. Mount | W. A. Mount | W. A. Mount | W. A. Mount | Brown      | Brown      | Stranger   | Brown      | Brown      | Brown      | Brown      | Brown          | Hurd           |
| Reading         | Murdoch            | Murdoch            | Murdoch     | Palmer      | Murdoch     | Palmer      | Palmer      | Palmer      | Isaacs      | Isaacs     | Isaacs      | Isaacs      | Wilson      | Wilson      | Wilson      | Wilson      | Wilson     | Cadogan    | Hastings   | Williams   | Hastings   | Howitt     | Howitt     | Howitt         | Mikardo        |
| Windsor         | Richardson-Gardner | Richardson-Gardner | Barry       | Barry       | Barry       | Barry       | Barry       | Barry       | Barry       | Mason      | Mason       | Mason       | Mason       | Mason       | Gardner     | Gardner     | Gardner    | Somerville | Somerville | Somerville | Somerville | Somerville | Somerville | Mott-Radclyffe | Mott-Radclyffe |
| Wokingham       | Russell            | Russell            | Russell     | Russell     | Russell     | Young       | Young       | Gardner     | Gardner     | Gardner    | Gardner     | Gardner     | Gardner     | Gardner     |             |             |            |            |            |            |            |            |            |                |                |

### 1950 à 1983
| Circonscription                                    | 1950           | 1951           | 53             | 1955           | 1959            | 1964            | 1966            | 1970            | Fev 74          | Oct 74          | 1979            |
| -------------------------------------------------- | -------------- | -------------- | -------------- | -------------- | --------------- | --------------- | --------------- | --------------- | --------------- | --------------- | --------------- |
| Abingdon                                           | Glyn           | Glyn           | Neave          | Neave          | Neave           | Neave           | Neave           | Neave           | Neave           | Neave           | T. Benyon       |
| Newbury                                            | Hurd           | Hurd           | Hurd           | Hurd           | Hurd            | Astor           | Astor           | Astor           | McNair-Wilson   | McNair-Wilson   | McNair-Wilson   |
| Reading North                                      | K. Mackay      | Bennett        | Bennett        |                |                 |                 |                 |                 | Durant          | Durant          | Durant          |
| Reading South (1950–55, 74-83) / Reading (1955–74) | Mikardo        | Mikardo        | Mikardo        | Mikardo        | Emery           | Emery           | Lee             | Vaughan         | Vaughan         | Vaughan         | Vaughan         |
| Windsor / Windsor and Maidenhead (1974)            | Mott-Radclyffe | Mott-Radclyffe | Mott-Radclyffe | Mott-Radclyffe | Mott-Radclyffe  | Mott-Radclyffe  | Mott-Radclyffe  | Glyn            | Glyn            | Glyn            | Glyn            |
| Wokingham                                          | Remnant        | Remnant        | Remnant        | Remnant        | van Straubenzee | van Straubenzee | van Straubenzee | van Straubenzee | van Straubenzee | van Straubenzee | van Straubenzee |

### 1983 à aujourd'hui
| Circonscription                         | 1983            | 1987          | 1992      | 93        | 1997       | 2001       | 2005       | 2010       | 2015       | 2017      | 19        | 2019       |
| --------------------------------------- | --------------- | ------------- | --------- | --------- | ---------- | ---------- | ---------- | ---------- | ---------- | --------- | --------- | ---------- |
| Newbury                                 | McNair-Wilson   | McNair-Wilson | Chaplin   | Rendel    | Rendel     | Rendel     | R. Benyon  | R. Benyon  | R. Benyon  | R. Benyon | R. Benyon | Farris     |
| Reading West                            | Durant          | Durant        | Durant    | Durant    | Salter     | Salter     | Salter     | Sharma     | Sharma     | Sharma    | Sharma    | Sharma     |
| Reading East                            | Vaughan         | Vaughan       | Vaughan   | Vaughan   | Griffiths  | Griffiths  | Wilson     | Wilson     | Wilson     | Rodda     | Rodda     | Rodda      |
| Windsor and Maidenhead / Windsor (1997) | Glyn            | Glyn          | Trend     | Trend     | Trend      | Trend      | Afriyie    | Afriyie    | Afriyie    | Afriyie   | Afriyie   | Afriyie    |
| Wokingham                               | van Straubenzee | Redwood       | Redwood   | Redwood   | Redwood    | Redwood    | Redwood    | Redwood    | Redwood    | Redwood   | Redwood   | Redwood    |
| Slough                                  | Watts           | Watts         | Watts     | Watts     | Mactaggart | Mactaggart | Mactaggart | Mactaggart | Mactaggart | Dhesi     | Dhesi     | Dhesi      |
| East Berkshire / Bracknell (1997)       | A. MacKay       | A. MacKay     | A. MacKay | A. MacKay | A. MacKay  | A. MacKay  | A. MacKay  | Lee        | Lee        | Lee       | →         | Sunderland |
| Maidenhead                              |                 |               |           |           | May        | May        | May        | May        | May        | May       | May       | May        |